# Sarberg Beriaszwili
Sarberg Iwanowicz Beriaszwili (gruz. ზარბეგ ივანეს ძე ბერიაშვილი ros. Зарбег Иванович Бериашвили; ur. 10 września 1939, zm. 22 kwietnia 2020) – radziecki zapaśnik walczący w stylu wolnym. Dwukrotny olimpijczyk. Szósty w Tokio 1964 i piąty w Meksyku 1968. Walczył w kategorii 70 kg.
Zdobył cztery medale na mistrzostwach świata w latach 1963 – 1969, w tym jeden złoty. Mistrz Europy w 1966, 1967 i 1970 roku.
Mistrz ZSRR w 1962, 1963, 1964, 1965, 1966 i 1969; drugi w 1962 i 1968. Zakończył karierę w 1972 roku. Odznaczony orderem Znak Honoru.